# José Luis Alonso Mañés
José Luis Alonso Mañés (Madrid, 9 de julio de 1924-Madrid, 8 de octubre de 1990) fue un director de teatro español.

## Biografía
Sus primeros pasos profesionales los dio junto a Luis Escobar en el Teatro María Guerrero. En 1950, ya dirigió la obra Ardèle o la margarita, de Jean Anouilh en el Teatro de Cámara de Madrid. 
Tras pasar por varios teatros, decidió formar una compañía con la actriz María Jesús Valdés. Entre las obras que dirigió, figuran El jardín de los cerezos (1960), de Chejov; El anzuelo de Fenisa (1961), de Lope de Vega; Los verdes campos del Edén (1963), de Antonio Gala, Adiós, señorita Ruth (1972), de Emlyn Williams, El adefesio (1976), de Rafael Alberti o La Dama Duende (1990), de Calderón de la Barca.
Dirigió el Teatro María Guerrero durante 16 años (1960-75), estrenando en España obras como El rinoceronte de Ionesco, y  el Centro Dramático Nacional de 1981 a 1983. También dirigió el Teatro Español entre 1979 y 1983 y desde esta fecha el Teatro de la Zarzuela de Madrid, y se dedicó al montaje de Óperas y Zarzuelas, entre las que se incluyen El trovador, Fidelio (1984), La verbena de la Paloma y Doña Francisquita (1985). 
Fue galardonado con el Premio Nacional de Teatro en tres ocasiones. 
Aquejado de una profunda depresión, se suicidó el 8 de octubre de 1990, arrojándose por una ventana de su domicilio de Madrid. Tenía 66 años.

## Obras dirigidas
- 1948.   
  - Los muertos sin sepultura  de Jean-Paul Sartre.
  - El pozo de Julio Alejandro.
  - El luto le sienta bien a Electra  de Eugene O’Neill.
  - La p… respetuosa  de Jean-Paul Sartre.
  - No es cosa de chicas  de Corson Mirschfeld.
  - Cayetano de santa maría  de Antonio Aguilera.
  - El águila de dos cabezas  de Jean Cocteau.
- 1949.   
  - Cuando el trigo es verde  de Emlyn Williams.
  - Fuego inmortal  de Luis Castillo.
- 1950.   
  - Ardèle o la Margarita  de Jean Anouilh.
  - El landó de seis caballos de Víctor Ruiz Iriarte.
- 1953.   
  - Colombe  de Jean Anouilh.
  - Corrupción en el Palacio de Justicia  de Ugo Betti.
  - Soledad  de Miguel de Unamuno.
  - El bello indiferente  de Jean Cocteau.
- 1954.   
  - Lo invisible  de Azorín.
  - Cecilia o la escuela de los padres  de Jean Anouilh.
  - La hora de la fantasía  de Anna Bonnacci.
  - Cuando el trigo es verde  de Emlyn Williams.
  - Clerambard de Marcel Aymé.
  - La fierecilla domada  de William Shakespeare.
- 1955.   
  - Medida por medida  de William Shakespeare.
  - Electra  de Sófocles.
  - Usted no es peligrosa de Víctor Ruiz Iriarte.
  - El mejor alcalde el rey de Lope de Vega.
  - El hijo pródigo de José de Valdivielso.
  - Mancha que limpia de José Echegaray.
  - La hora de la fantasía de Anna Bonacci.
- 1956.   
  - El cuarto de estar  de Graham Greene.
  - La Celestina  de Fernando de Rojas.
  - El fin del paraíso  de J.B. Priestley.
  - El mensajero  de Jaime Salom.
  - La feria de Cuernicabra  de Alfredo Mañas.
- 1957.   
  - El amor de los cuatro coroneles  de Peter Ustinov.
  - Macbeth  de William Shakespeare.
  - Las brujas de Salem  de Arthur Miller.
  - El diario de Ana Frank de Frances Goodrich y Albert Hackett.
  - Yo traigo la lluvia  de Richard Nash.
- 1958.   
  - Huracán sobre el Caine  de Herman Wouk.
- 1959.   
  - ¿Dónde vas, triste de ti?  de Juan Ignacio Luca de Tena.
  - La gata sobre el tejado de zinc de Tennessee Williams.
- 1960.   
  -  La casamentera  de Thornton Wilder.
  - Los años del bachillerato  de José André Lecour.
  - Colomba de Jean Anouilh.
  - El jardín de los cerezos  de Antón Chéjov.
- 1961.   
  - El rinoceronte  de Eugène Ionesco.
  - El anzuelo de Fenisa  de Lope de Vega.
  - Cerca de las estrellas  de Ricardo López Aranda.
  - El milagro de Anna Sullivan de William Gibson.
  - Eloísa está debajo de un almendro  de Enrique Jardiel Poncela.
- 1962.   
  - La loca de Chaillot  de Jean Giraudoux.
  - La bella malmaridada  de Lope de Vega.
  - Delito en la isla de las cabras  de Hugo Betti.
  - Juana de Lorena  de Maxwell Anderson.
  - Los caciques  de Carlos Arniches.
  - El cerezo y la palmera  de Gerardo Diego.
  - Soledad y La difunta  de Miguel de Unamuno.
- 1963.   
  - Cita en Senlis  de Jean Anouilh.
  - Los verdes campos del Edén  de Antonio Gala.
- 1964.   
  - Asesinato en la vicaría  de Agatha Christie.
  - El proceso del arzobispo Carranza  de Joaquín Calvo Sotelo.
  - Un mes en el campo  de Ivan Turgueniev.
- 1965.   
  - Intermezzo de Jean Giraudoux.
  - Miles de payasos  de Herb Gardner.
  - El zapato de raso  de Paul Claudel.
  - A Electra le sienta bien el luto  de Eugene O’Neill.
- 1966.   
  - El sol en el hormiguero  de Antonio Gala.
  - Romeo y Jeannette  de Jean Anouilh.
  -  El señor Adrián el primo  de Carlos Arniches.
  - La dama duende  de Calderón de la Barca.
  - Recuerdo a Jacinto Benavente  de Jacinto Benavente.
  - ¡Amooor!  de Murray Schisgal.
  - Los malhechores del bien  de Jacinto Benavente.
- 1967.   
  - La cabeza del Bautista, La enamorada del rey y La rosa de papel, de Ramón María del Valle-Inclán.
  - Así es (si así os parece)  de Luigi Pirandello.
  - El caballo desvanecido  de Françoise Sagan.
- 1968.   
  - Los bajos fondos  de Máximo Gorki.
- 1969  
  - Tres sombreros de copa  de Miguel Mihura.
- 1970.   
  - Las mariposas son libres  de Leonard Gershe.
  - Romance de lobos  de Ramón María del Valle-Inclán.
- 1971.   
  - El círculo de tiza caucasiano  de Bertolt Brecht.
  - Aurelia o la libertad de soñar  de Lorenzo López Sancho.
- 1972  
  - Dulcinea de Gaston Baty.
  - Misericordia de Benito Pérez Galdós.
  - Adiós, señorita Ruth de Emlyn Williams.
  - Los buenos días perdidos  de Antonio Gala.
- 1973.   
  - Las tres hermanas  de Antón Chéjov.
  - Anillos para una dama  de Antonio Gala.
  - La ciudad en la que reina un niño de Henri de Montherlant.
- 1974.   
  - Las cítaras colgadas de los árboles de Antonio Gala.
- 1975.   
  - La feria de Cuernicabra de  Alfredo Mañas.
- 1976.   
  - La carroza de plomo candente y Combate de ópalos y tasia de Francisco Nieva.
  - El adefesio de Rafael Alberti.
- 1977.   
  - Las manos sucias de Jean-Paul Sartre.
- 1978.   
  - El zoo de cristal de Tennessee Williams.
- 1979.   
  - La gata sobre el tejado de zinc de Tennessee Williams.
  - Salvar a los delfines de Santiago Moncada.
- 1980.   
  - Panorama desde el puente de Arthur Miller.
- 1981.   
  - El galán fantasma de Calderón de la Barca.
  - El despertar a quien duerme de Lope de Vega.
  - Il trovatore de Leone Emanuele Bardare y Giuseppe Verdi.
- 1982.   
  - El pato silvestre de Henrik Ibsen.
  - El árbol de Diana de Vicente Martín y Soler y Lorenzo Da Ponte.
- 1983.   
  - L’elissire d’amore de Felice Romani y Gaetano Donizetti.
  - Tres sombreros de copa de Miguel Mihura.
  - Gloria y Peluca de José de la Villa del Valle y Francisco Asenjo Barbieri - La verbena de la paloma de Ricardo de la Vega y Tomás Bretón.
- 1984.   
  - Fidelio de Joseph F. Sonnleithner y Ludwig Van Beethoven.
  - Julio César de Nicolo Haym y Georg Friedrich Andel.
  - El dúo de la africana de Miguel Echegaray y Manuel Fernández Caballero.
  - La revoltosa de José López Silva y Ruperto Chapí.
  - Chorizos y polacos de Luis Mariano de Larra y Francisco Asenjo Barbieri.
- 1985.   
  - Candida, de George Bernard Shaw
  - Armida de Phillipe Quinault y Christoph Willibald von Gluck.
  - Doña Frasquita de Guillermo Fernández Shaw y Amadeo Vives.
- 1986.   
  - La médium de Giancarlo Menotti.
  - El teléfono de Giancarlo Menotti.
  - Ida y vuelta de Marcellus Schiffer y Paul Hindemith.
  -  La sonámbula de Felice Romani y Vincenzo Bellini.
  - El retablillo de Don Cristóbal  de Federico García Lorca.
  - La última pirueta de José Luis Alonso de Santos.
- 1987.   
  - La Revoltosa de José López Silva y Ruperto Chapí.
  - El año pasado por agua de Ricardo de la Vega y Federico Chueca.
  -  La enamorada del rey de Ramón María del Valle-Inclán.
- 1988  
  - El alcalde de Zalamea de Pedro Calderón de la Barca.
- 1989.   
  - Medea  de François-Benoît Hoffmann y Luigi Cherubini.
  - La loca de Chaillot de Jean Giraudoux.
- 1990.   
  - La dama duende de Pedro Calderón de la Barca.
  - Rosas de otoño de Jacinto Benavente.